# Robert Beaser
Robert Beaser ( Boston, Massachusetts, 29 de mayo de 1954) es un director de orquesta y compositor norteamericano de música culta. Ha escrito numerosas obras, tanto para orquesta, como dedicada a instrumentos solistas: piano, flauta y guitarra, también música vocal y ópera. En 1977 ganó el Premio de Roma, convirtiéndose en el compositor norteamericano más joven en obtener esta galardón. Desde el año 2004 es miembro de la Academia Estadounidense de las Artes y las Letras, sección de música.

## Obra
Una de sus composiciones más conocidas es Mountain Songs, conjunto de 8 piezas para flauta y guitarra escritas en 1985: Barbara Allen, House Carpenter, He's Gone Away, Hush-You-Bye, Cindy, The Cuckoo, Fair and Tender Ladies y Quicksilver.

## Discografía
- The Seven Deadly Sins (Los siete pecados capitales)
- Chorale Variations, y Concierto para piano (Phoenix, London/Argo)
- The Heavenly Feast (Phoenix/Milken Archives)
- Song of the Bells (New World Records)
- Notes on a Southern Sky (EMI-Electrola)
- Mountain Songs (Musicmasters, Naxos, Koch, Gajo, Siemens, HM Records Venezuela)
- Landscape With Bells (Innova)
- Psalm 119/Psalm 150 (New World Records, “Divine Grandeur”)
- Quinteto de metal (ABQ, Summit records)
- Souvenirs (Albany records)
- Variaciones para flauta y piano (Musicmaster, Koch, Albany)
- Four Dickinson Songs (Bridge records)
- Shenandoah (Sonora, Golden Horn)
- Minimal Waltz (Capstone records, Guild music Ltd)